# Pływanie na otwartym akwenie na Światowych Wojskowych Igrzyskach Sportowych 2019 – 5 km mężczyzn

Wyścig na 5 km na otwartym akwenie mężczyzn był jedną z konkurencji pływackich, który odbył się podczas 7. Światowych Wojskowych Igrzyskach Sportowych na obiektach East Lake Open-Water Swimming Venue w Wuhanie w dniu 25 października 2019 roku podczas światowych igrzysk wojskowych.

## Terminarz
Wszystkie godziny podane są w czasie chińskim (UTC+08:00) oraz polskim (CEST).
| Data                      | Godzina rozpoczęcia | Godzina rozpoczęcia | Wydarzenie |
| Data                      | UTC+08:00           | CEST                | Wydarzenie |
| ------------------------- | ------------------- | ------------------- | ---------- |
| 25 października 2019(dts) | 15:30               | 23:30               | Finał      |

## Uczestnicy
Do zawodów zgłoszonych zostało 23 zawodników reprezentujących 14 państw. Wystartowało 22, ukończyło 20, 2 zawodników przekroczyło limit czasu (OTL).

- Brazylia (2)
- Chiny (2)
- Ekwador (2)
- Francja (2)
- Hiszpania (2)
- Kazachstan (2)
- Korea Południowa (1)
- Niemcy (2)
- Polska (1)
- Rosja (2)
- Sri Lanka (1)
- Syria (1)
- Ukraina (1)
- Włochy (2)

Jedno państwo mogło zgłosić do zawodów pływackich maksymalnie dwóch zawodników. Polskę reprezentował Krzysztof Pielowski (zajął 8. miejsce).

## Medaliści
| Złoto                   | Srebro                   | Brąz                  |
| Axel Reyomond · Francja | Logan Fontaine · Francja | Anton Ewsikow · Rosja |

## Wyniki
| Klasyfikacja końcowa w pływaniu na otwartym akwenie mężczyzn - 5 km | Klasyfikacja końcowa w pływaniu na otwartym akwenie mężczyzn - 5 km | Klasyfikacja końcowa w pływaniu na otwartym akwenie mężczyzn - 5 km | Klasyfikacja końcowa w pływaniu na otwartym akwenie mężczyzn - 5 km | Klasyfikacja końcowa w pływaniu na otwartym akwenie mężczyzn - 5 km | Klasyfikacja końcowa w pływaniu na otwartym akwenie mężczyzn - 5 km |
| Miejsce                                                             | Zawodnik                                                            | Reprezentacja                                                       | Czas                                                                | Strata                                                              | Uwagi                                                               |
| ------------------------------------------------------------------- | ------------------------------------------------------------------- | ------------------------------------------------------------------- | ------------------------------------------------------------------- | ------------------------------------------------------------------- | ------------------------------------------------------------------- |
| 01 !                                                                | Axel Reyomond                                                       | Francja                                                             | 59:20,7                                                             |                                                                     |                                                                     |
| 02 !                                                                | Logan Fontaine                                                      | Francja                                                             | 59:25,0                                                             | +4,3                                                                |                                                                     |
| 03 !                                                                | Anton Ewsikow                                                       | Rosja                                                               | 59:25,2                                                             | +4,5                                                                |                                                                     |
| 4.                                                                  | Allan do Carmo                                                      | Brazylia                                                            | 59:30.9                                                             | +10,2                                                               |                                                                     |
| 5.                                                                  | Sergej Bolszakow                                                    | Rosja                                                               | 59:35,3                                                             | +14,6                                                               |                                                                     |
| 6.                                                                  | Park Seok-hyun                                                      | Korea Południowa                                                    | 59:36,2                                                             | +15.5                                                               |                                                                     |
| 7.                                                                  | Vitaliy Chudjakow                                                   | Kazachstan                                                          | 59:36,9                                                             | +16,2                                                               |                                                                     |
| 8.                                                                  | Krzysztof Pielowski                                                 | Polska                                                              | 59:43.8                                                             | +23,1                                                               |                                                                     |
| 9.                                                                  | An Jiabao                                                           | Chiny                                                               | 59:48.8                                                             | +26,1                                                               |                                                                     |
| 10.                                                                 | Fernando Ponte                                                      | Brazylia                                                            | 59:58.7                                                             | +38,0                                                               |                                                                     |
| 11.                                                                 | Ihor Czerwynśkyj                                                    | Ukraina                                                             | 1:00:02,2                                                           | +41,5                                                               |                                                                     |
| 12.                                                                 | Pasquale Sanzullo                                                   | Włochy                                                              | 1:00:55,0                                                           | +1:34,3                                                             |                                                                     |
| 13.                                                                 | Saleh Mohammad                                                      | Syria                                                               | 1:01:38.6                                                           | +2:17,9                                                             |                                                                     |
| 14.                                                                 | Zu Lijun                                                            | Chiny                                                               | 1:02:40,3                                                           | +3:19,6                                                             |                                                                     |
| 15.                                                                 | Chris Hoffmann                                                      | Niemcy                                                              | 1:07:40,0                                                           | +8:19,3                                                             |                                                                     |
| 16.                                                                 | Fernando Sebastian Espinel Criollo                                  | Ekwador                                                             | 1:08:38,9                                                           | +9:18,2                                                             |                                                                     |
| 17.                                                                 | Markus Klinder                                                      | Niemcy                                                              | 1:08:54,8                                                           | +9:34,1                                                             |                                                                     |
| 18.                                                                 | Alvaro Garcia Ganan                                                 | Hiszpania                                                           | 1:08:58,9                                                           | +9:38,2                                                             |                                                                     |
| 19.                                                                 | Daryel Eduardo Llerena Santos                                       | Ekwador                                                             | 1:09:05,8                                                           | +9:45,1                                                             |                                                                     |
| 20.                                                                 | Kenessary Kenebajew                                                 | Kazachstan                                                          | 1:10:22,0                                                           | +11:01,3                                                            |                                                                     |
| -                                                                   | Sulanjana Nadheera Perera Gabadage                                  | Sri Lanka                                                           | DNF OTL                                                             | DNF OTL                                                             | DNF OTL                                                             |
| -                                                                   | Vilal Ahmed                                                         | Hiszpania                                                           | DNF OTL                                                             | DNF OTL                                                             | DNF OTL                                                             |
| -                                                                   | Dario Verani                                                        | Włochy                                                              | DSQ                                                                 | DSQ                                                                 | DSQ                                                                 |